# Live From Mountain Stage
Live From Mountain Stage är ett livealbum av den amerikanske trubaduren Tom Paxton, utgivet 10 juli 2001 på skivbolaget Blue Plate. Albumet är producerat av Larry Groce och det spelades in under perioden 17 mars 1994 - 14 februari 2000.

## Låtlista
Samtliga låtar skrivna av Tom Paxton
1. "Yuppies in the Sky"
2. "One Million Lawyers"
3. "My Ramblin' Boy"
4. "It's All Coming Together"
5. "Who Will Feed the People?"
6. "I Can't Help But Wonder Where I'm Bound"
7. "Home For Me (Is Anywhere You Are)"
8. "Marvelous Toy"
9. "It Ain't Easy"
10. "Bottle of Wine"
11. "Getting Up Early"
12. "Passing Thru Tulsa"
13. "Along the Verdigris"
14. "Come Along With Me"
15. "The Last Thing on My Mind"